# Festuca rzedowskiana
Festuca rzedowskiana är en gräsart som beskrevs av Evgenii Borisovich Alexeev. Festuca rzedowskiana ingår i släktet svinglar, och familjen gräs. Inga underarter finns listade i Catalogue of Life.